# Ussiau
Ussiau (en occità) (italià Usseaux, francès Usseaux, piemontès Usseaux) és un municipi italià, situat a la ciutat metropolitana de Torí, a la regió del Piemont. L'any 2007 tenia 201 habitants. Està situat a la Vall Chisone, una de les Valls Occitanes. Forma part de la Comunitat Muntanyenca Vall Chisone i Vall Germanasca. Limita amb els municipis de Chaumont, Eissilhas, Finistrèlas, Gravere, Meana di Susa i Prajalats.

## Administració
| Període | Identitat       | Partit        |
| ------- | --------------- | ------------- |
| 2014-   | Andrea Ferretti | Llista cívica |